# 横手市立図書館
横手市立図書館（よこてしりつとしょかん）は、秋田県横手市にある公共図書館。
横手市内の各地域（大雄、山内地域は除く）に、横手図書館、増田図書館、平鹿図書館、雄物川図書館、大森図書館、十文字図書館が設置されている。全館（2図書室を含む）の蔵書数は437,407点で、年間貸出数は279,975点である（2022年度統計）。
また本項では、横手市立横手図書館が入居する横手市生涯学習館 Ao-na（あおーな）についても解説する。

## 歴史

### 創立、運営者の変遷
1903年（明治36年）9月7日に開館した平鹿郡立図書館が、後の横手市立図書館（横手市立横手図書館）の起源となる。「平鹿郡公会堂」の1階部分を使用して開館し、蔵書数は884点、初代館長は青柳淳であった。平鹿郡公会堂は木造2階建ての洋風建築で、現在は横手城南高等学校の校舎が立地する場所（横手市城西町）に所在した。平鹿郡立図書館の設置に至ったのは、1889年（明治32年）に公布された「図書館令」によって、県内において郡立図書館設置の機運が高まったことが大きな要因である。これにより、1903年（明治36年）までには平鹿郡のほかに北秋田・山本・仙北・南秋田・雄勝・由利の県内各群に郡立図書館が設置された。
1923年（大正12年）4月の郡制廃止により県に移管し、秋田県立秋田図書館横手分館となったが、1931年（昭和6年）に秋田県立秋田図書館のすべての分館が所在地の自治体に移管されることが決定。1932年（昭和7年）3月に秋田県から横手町へと移管され、横手町立横手図書館と改称した。また、1951年（昭和26年）4月1日には市制施行により横手市が発足し、横手市立図書館と改称している。

### 建物の変遷
平鹿郡立図書館として開館してから戦後の1945年（昭和20年）に至るまでの42年間、その後の1962年（昭和37年）からの3年間の合わせて45年間は、1902年（明治35年）に平鹿郡公会堂として建設された建物に入居していた。先述した通り、平鹿郡公会堂は現在の横手城南高等学校校舎が建っている場所に存在し、周辺にはサクラが植えられおり、観桜会の際には舞台が設けられるなど、市民の憩いの場となっていた。

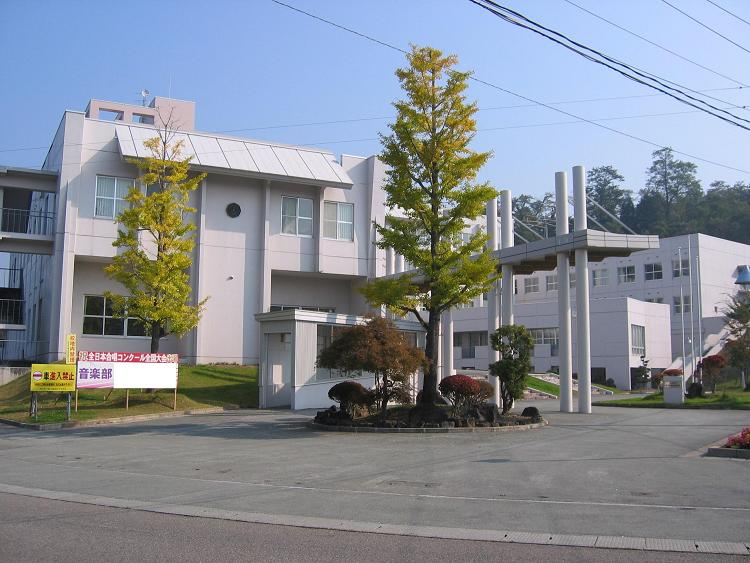
45年間にわたって横手市立図書館が置かれた地、現在は横手城南高等学校の校舎が立地。

第二次世界大戦が終結し、1945年（昭和20年）10月4日 - 5日にかけて横手にアメリカ兵が進駐した際、宿舎として随一の洋風建築だった横手図書館が充てられ、10月4日から図書館は一時休館となった。このため、図書館は1946年（昭和21年）6月に大町6番の安田銀行横手支店跡へ移転した。なお、アメリカ兵が引き上げた後は町立家政女学校が建物を使用し、その後は学制改革により横手第二中学校校舎に転用された。その後、横手第二中・第三中の統合により鳳中学校が発足したため、一時建物は使用されなくなったが、1961年（昭和36年）に県立横手職業訓練所の仮教室として使用され始める。その後、1962年（昭和37年）3月には再度図書館が入居することになるが、それについては後に記す。
1946年に移転した大町6番の建物は、1900年（明治33年）7月1日に開業、1936年（昭和11年）10月7日に廃止された安田銀行横手支店の建物であり、この建物と土地を横手町が譲り受けて図書館として使用することになったものである。しかし、1948年（昭和23年）の自治体警察制度による横手町警察署の新築のためこの建物は解体されることになり、図書館は移転することになった。
1948年（昭和23年）3月に前郷二番町8番3号の横手衛生試験所跡へと移転。旧横手工業高等学校（現在は秋田県立衛生看護学院校舎がある）の前に位置する建物であったが、1957年（昭和32年）1月には農林省秋田統計事務所横手出張所として改築されることになり、図書館は更に移転することになる。
1957年1月からは根岸町7番32号の営林署跡の建物へ移転。図書館が入居する前は、1951年（昭和26年）11月より中央公民館が営林署跡を借りて入居していたが、市はその建物の払い下げを受け公民館は大町へ移転、同時に図書館が入居することになった。
1962年（昭和37年）3月には、創立から戦後の1945年まで使用された旧平鹿郡公会堂の建物に再度移転した。しかし、先述の通りこの建物は様々な用途への転換が相次いだため、往来の建築美は失われつつあった。また、翌年3月3日には隣接する横手北小にて火災が発生。横手北小校舎と図書館は廊下で結ばれていたため、図書の焼失を危惧し図書の搬出が行われた。図書は市民のリレー形式でグラウンドに搬出されたが、当時は降雪期であったことに加え雨雪が降っていたため、多くの破損・紛失図書を出した。その後、建物は横手北小のプール建設に伴い解体されることになる。
1964年（昭和39年）6月19日に羽後銀行（現・北都銀行）から土地と建物の寄贈を受け、1965年（昭和40年）5月に大町7番9号の羽後銀行本店跡に移転した。幾度となく移転を繰り返してきた横手市立図書館だが、2024年（令和6年）の駅前移転までこの大町の地で落ち着くことになる。1980年時点で、蔵書数は60,208点（2022年現在、横手図書館単体で90,116点）、年間貸出数は22,663点（2022年現在、横手図書館単体で87,023点）。

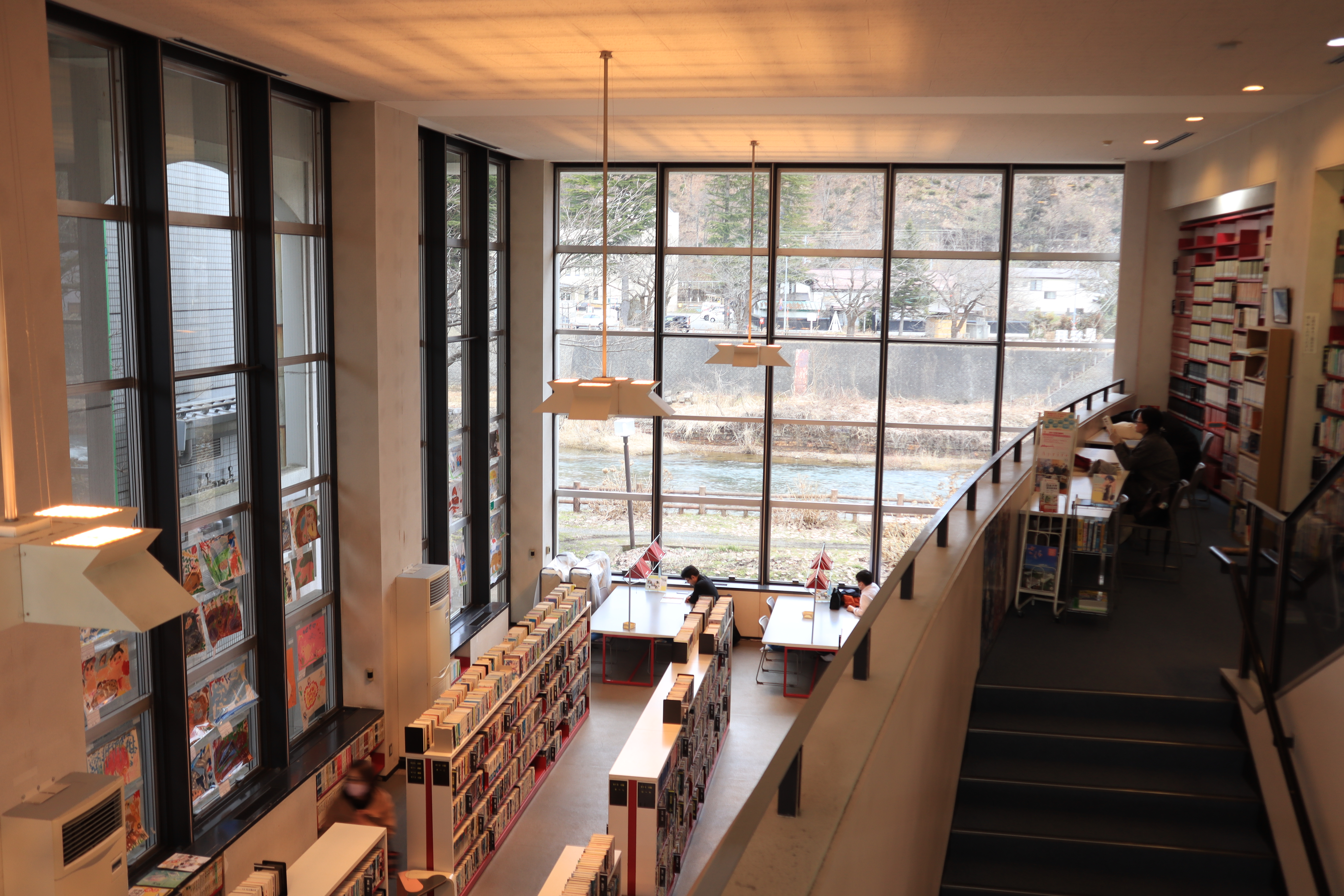
旧横手図書館（1984 - 2024）の大窓

1983年（昭和58年）8月、横手市立図書館は建て替えのため一時的に朝倉小学校の旧校舎へ移転、1984年（昭和59年）11月12日に先代の建物で再開館した。新図書館の設計アドバイザーは菅原峻で、石坂洋次郎の長編小説である『山と川のある町』にちなみ、「山と川の見える図書館」のコンセプトのもと建設された。これは当時の市長が新図書館のイメージとして掲げていたもので、横手川と愛宕山を臨む縦5.7m、横7.5mの大窓が設けられた。
1999年（平成11年）度より、所蔵する資料のデータをコンピュータに入力し、貸出・返却業務や蔵書検索を効率的に行うことができるよう、情報システム整備事業を開始し、2001年（平成13年）4月より運用を開始した。

### 市町村合併後の変遷
2005年（平成17年）10月1日、〈旧〉横手市と、平鹿郡に属していた全町村が合併し、〈新〉横手市が発足した。これにより、新たに組織としての「横手市立図書館」が発足し、各図書館は「横手市立◯◯図書館」へと改称した。
2013年頃、大雄図書館および山内図書館が大雄公民館図書室および山内公民館図書室となり、各公民館併設の施設となった。また、横手市増田まんが美術館に併設する形で、複合施設「増田ふれあいプラザ」内に開館した増田図書館が、2016年（平成28年）7月に横手市役所増田地域局内へと移転した。翌年である2017年（平成29年）11月1日には平鹿図書館が、移転・新築した横手市役所平鹿地域局内へと移転した。
2024年（令和6年）3月2日より、休館中の横手図書館を除いた5図書館で、図書の自動貸出機の運用が開始した。貸出機の上に本を置くことで、本に貼付されたICタグを機械が読み取り、自動で手続きが完了する仕組みである。ICタグを用いた複数冊が同時に読み取り可能な貸出機の導入は、県内では当市が初だという。またこれに加え、マイナンバーカードやスマートフォンを図書館カードの代替として利用できるサービスも開始した。
大町の横手図書館移転後の建物は、改修工事を施した上で横手南小学校区の学童保育施設「よこてみなみ」として使用される予定である。横手南小学校区の学童保育施設は3か所あるが、そのうち学校内に併設されている「みなみⅠ・Ⅱ・Ⅳ」は面積が狭く、待機児童が発生する年もあることから、定員増加を図るため旧横手図書館の建物へと移転する。

### 横手図書館の駅前移転
2004年（平成16年）2月、横手市立図書館の館長OB会が「横手市立図書館振興のための提言書」を市に提出した。1983年に竣工した横手市立図書館は、敷地・施設狭隘でかつ駐車場も少ない（4台分のみ）ことから、2003年（平成15年）に秋田県が策定した「あきたLプラン15」内「あるべき図書館の姿」にて示された基準値を下回っている実情にあった。提言書では、駅前再開発の一環として新図書館を建設するとの話題もあることから、市の実情に合った新図書館の構想が示された。ここに記載された駅前再開発については2011年（平成23年）に完工しているが、そこに図書館は建設されていない。

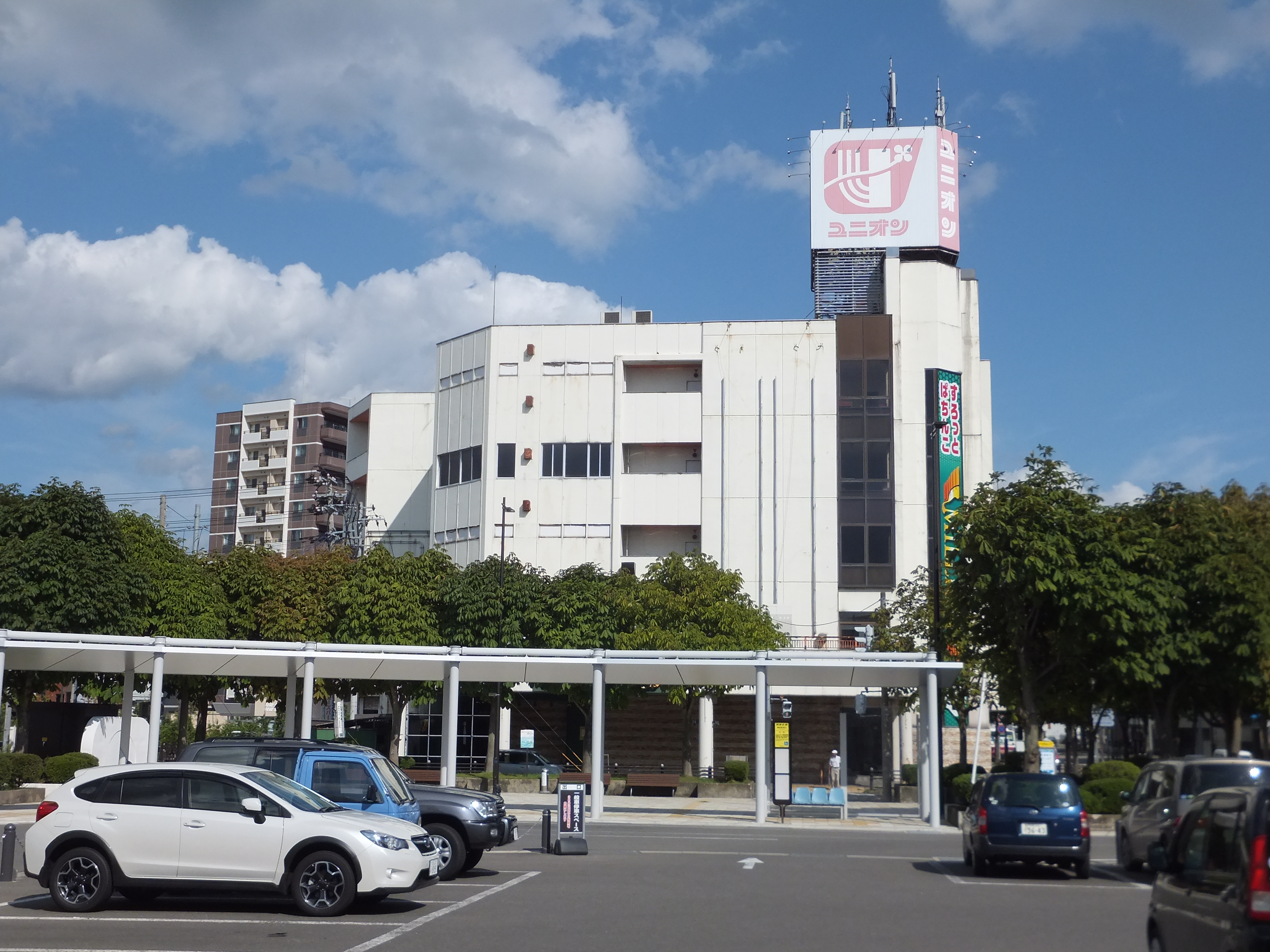
旧ユニオンビル

2018年（平成30年）、市は横手駅東口第二地区第一種市街地再開発事業の構想にて、図書館を核とした公益複合施設を整備する方針を示した。既存の横手図書館を移転し、新しい公益施設内に附設するという計画で、2019年（平成31年）2月には、整備に関する具体的構想を示すが、市民との議論が行われていなく、進め方が拙速であるとの議会内からの批判があったことなどを踏まえ、市は同年3月に市民との意見交流会を実施し、翌月には市民に対するアンケートを実施した。
再開発準備組合を経て、2020年（令和2年）6月に横手駅東口第二地区再開発組合が設立され、2021年（令和3年）より工事に着工した。再開発事業自体の総事業費は約110億円で、事業期間は2020年度から2025年度まで。公益施設は「A棟（公益施設棟）」とされており、建設場所はJR横手駅東口に立地する旧ユニオンビル跡地（北緯39度18分38.51秒 東経140度33分42.89秒 / 北緯39.3106972度 東経140.5619139度）。
2022年（令和4年）8月より、公益施設の準備状況に関する市民説明会が市内各所で行われ、施設の概要などを示した。また、同時期に公益施設の愛称の公募を始め、1,876点の応募の中から、同年12月22日の横手市定例記者会見にて、愛称を「Ao-na（あおーな）」と決定した旨を発表した。同市出身の東京都在住の人物による案であった。
移転作業を本格的に開始するため、横手図書館は2023年10月2日をもって一時休館となる予定だったが、同年7月7日に同再開発事業にて整備されていた「B-1棟（民間ビル棟）」にて柱が傾く不良工事が発覚したことにより、横手図書館の入居する予定のA棟（公益施設棟、Ao-na）も工事が中断し、休館・移転は延期されることになった。中断していた工事は同年9月25日に再開した。

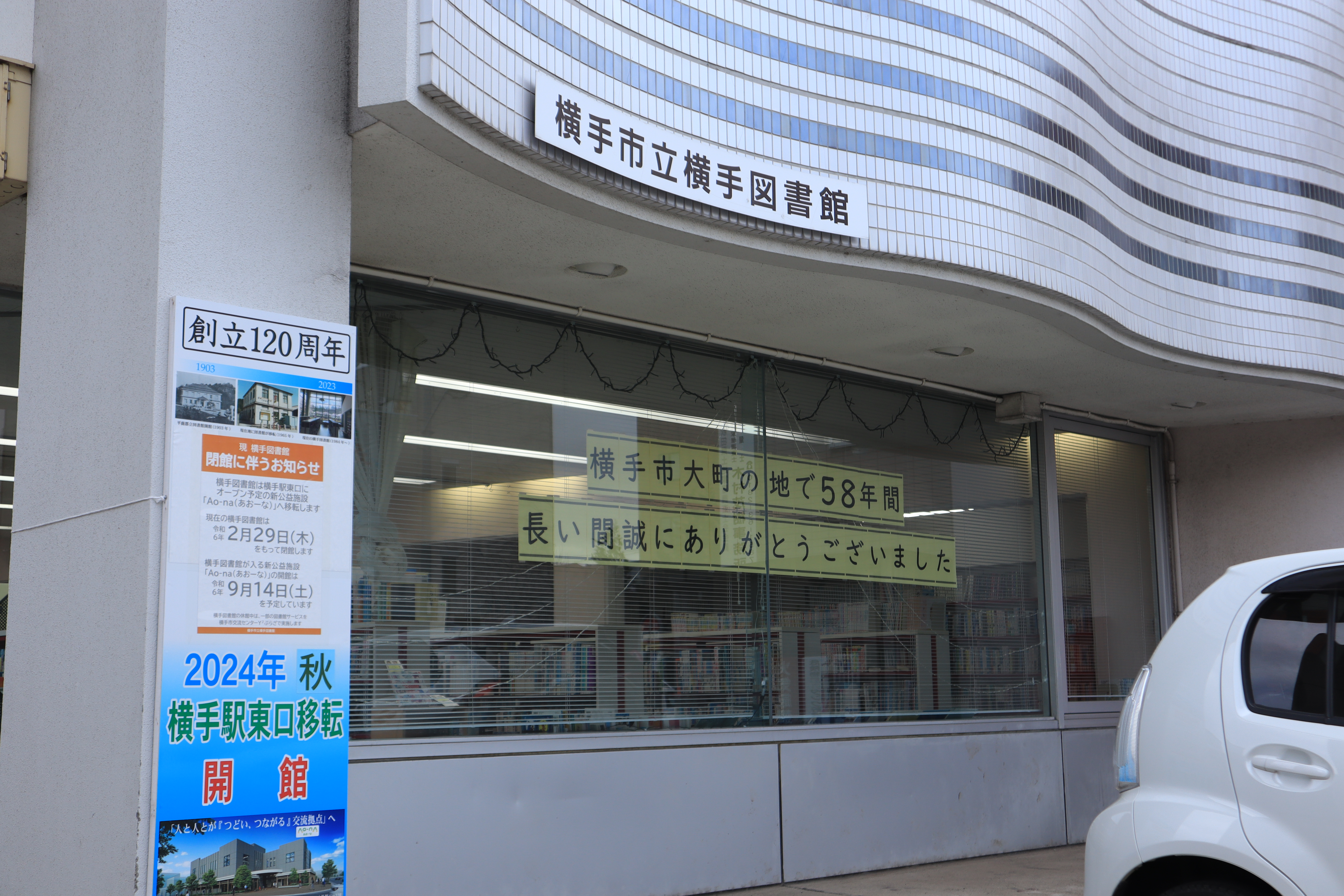
横手図書館の移転を知らせる看板（2024年2月28日撮影）

当初の予定では2024年春に開館する予定だったが、2024年9月14日に延期、移転に伴う横手図書館の休館は2024年3月1日からとなった。移転作業中の代替サービスは、横手市交流センターY2（わいわい）ぷらざ内にて2024年3月4日より開始。従来のY2ぷらざの図書サービスに加え、横手図書館外の5館から集めた本の貸出や、雑誌の閲覧、利用者登録の受付などが行われていたが、2024年9月1日に終了。また、Y2ぷらざの図書サービスはAo-na開館のため2024年9月13日をもって終了した。
一度は延期になったものの、その後は予定通り2024年9月14日をもってAo-naおよび横手図書館は開館を迎えた。同日にはオープニングセレモニーが開催され、建物前にあるAo-naロゴの「A」を模した高さ約2.8mのモニュメントの除幕が行われた。また市内5高校の吹奏楽部が合同で演奏を披露したほか、施設の活用に関するパネルディスカッションも行われた。なお、市は再開発組合に約15億円を支払ってAo-naの建物を取得している。

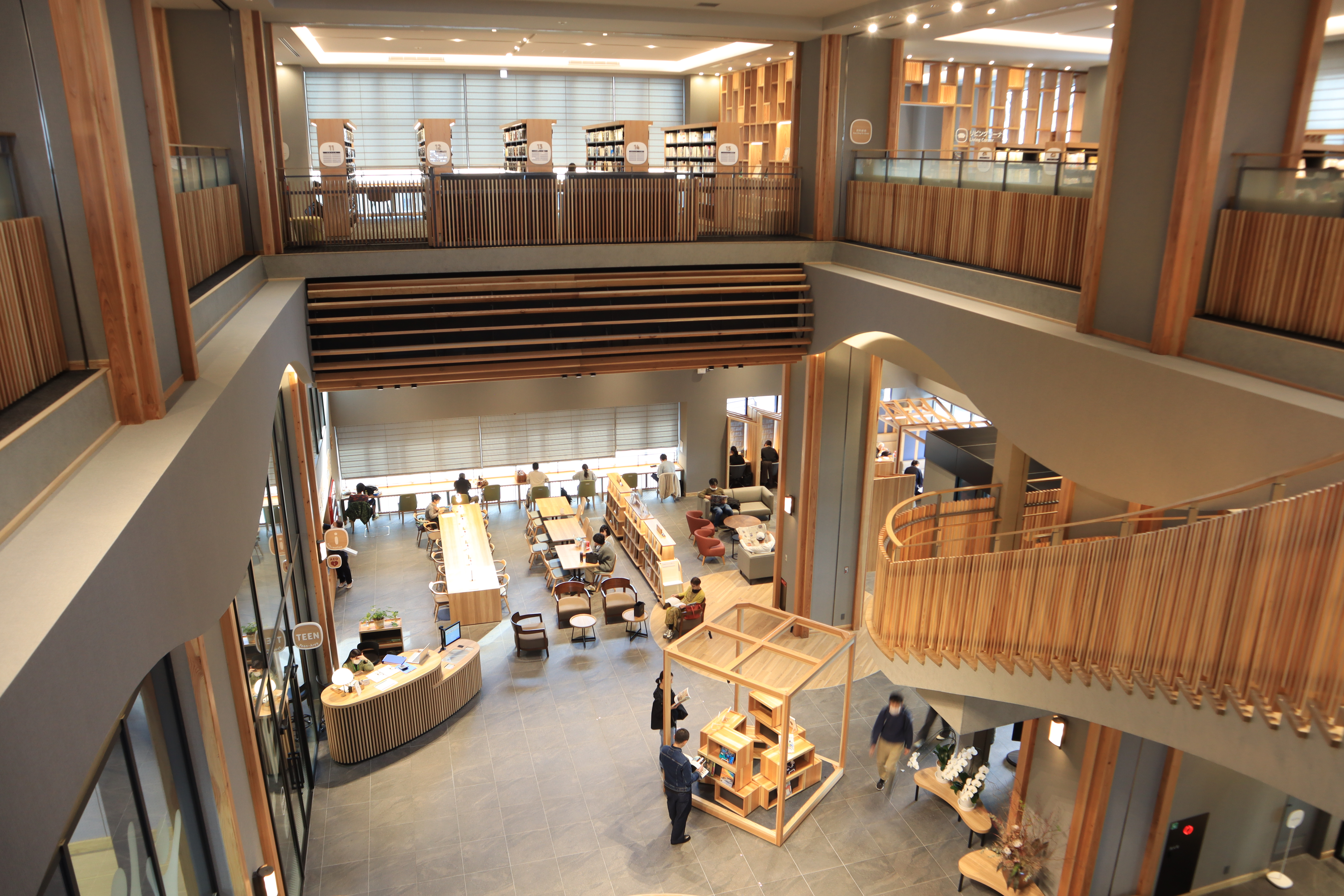
Ao-na（あおーな）内にある吹き抜け

Ao-naの中核となる横手市立横手図書館は2階の一般図書フロア、3階の児童図書フロアの2フロアで構成され、18万7,000冊の収蔵が可能であり、市内6図書館の中で最大となる。また、ChatGPTを搭載した猫型の蔵書点検ロボットも導入され、人工知能を用いて利用者の質問に答える。また、1階部分には10代が学習や歓談に利用できるティーンズエリア、バスケットボールやダンスに利用できる屋内・屋外の各アクティブエリアや、講演会などに利用できるスタジオなどが整備されている。図書館利用者のほか、学習や運動のために訪れる中高生らでにぎわい、開館後1ヶ月間で延べ約6万人が来館した。また開館から約2ヶ月が経過した同年11月12日には来館者数10万人を突破した。
また横手図書館移転開館に合わせ、広域サービスとして市内在住に関わらずに利用者登録が可能となった。
2023年（令和5年）3月に公開された整備概要及び運営方針によれば、施設の配置は以下の通り。
| 階    | 施設                 | 面積（m2） | 主な施設                                                           |
| 3階   | 横手市立横手図書館   | 483.93     | 児童図書フロア、デッキテラス                                       |
| 2階   | 横手市立横手図書館   | 1,610.11   | 一般図書フロア、放送大学秋田学習センター横手校                     |
| 中2階 | 横手市立横手図書館   | 402.59     | 閉架図書フロア                                                     |
| 1階   | コミュニティスクエア | 1,733.58   | ラウンジエリア、ティーンズエリア、屋内外アクティブエリア、スタジオ |

## 各館
※横手市立横手図書館の蔵書数、年間貸出数、年間入館者数は移転前の旧横手図書館の情報。
| 横手市立横手図書館                                                                         | 〒013-0021 秋田県横手市駅前町2番12号 （横手市生涯学習館Ao-na内）         | 90,116  | 87,023  | 50,841人  | 1903年 |
| 横手市立増田図書館                                                                         | 〒019-0701 秋田県横手市増田町増田字土肥館173番地 （増田地域局内）        | 37,092  | 34,121  | 20,353人  | 1995年 |
| 横手市立平鹿図書館                                                                         | 〒013-0105 秋田県横手市平鹿町浅舞字覚町後138番地 （平鹿地域局内）        | 56,909  | 49,429  | 28,159人  | 1981年 |
| 横手市立雄物川図書館                                                                       | 〒013-0205 秋田県横手市雄物川町今宿字鳴田133番地                         | 113,922 | 36,023  | 16,740人  | 1992年 |
| 横手市立大森図書館                                                                         | 〒013-0516 秋田県横手市大森町字東中島141番地2 （大森総合学習センター内） | 58,345  | 27,234  | 12,240人  | 2000年 |
| 横手市立十文字図書館                                                                       | 〒019-0522 秋田県横手市十文字町字西上24番地1                             | 70,947  | 39,629  | 39,294人  | 1989年 |
| 山内図書室                                                                                 | 〒019-1108 秋田県横手市山内土渕字二瀬8番地4 （山内地域局内）             | 3,944   | 1,276   | -         |        |
| 大雄図書室                                                                                 | 〒013-0461 秋田県横手市大雄字三村東18番地 （大雄地域局内）               | 6,132   | 2,352   | -         |        |
| 横手市交流センター 「Y2（わいわい）ぷらざ」 図書・地域情報コーナー （Ao-na開館に伴い終了） | 〒013-0036 秋田県横手市駅前町1番21号                                     | -       | 2,888   | -         | 2011年 |
| 総計                                                                                       |                                                                          | 437,407 | 279,975 | 167,627人 |        |
| 2022年（令和4年）度の統計。                                                                |                                                                          |         |         |           |        |

- （旧）横手市立横手図書館
- 横手市立雄物川図書館
- 横手市立大森図書館
- 横手市立十文字図書館

## 利用案内

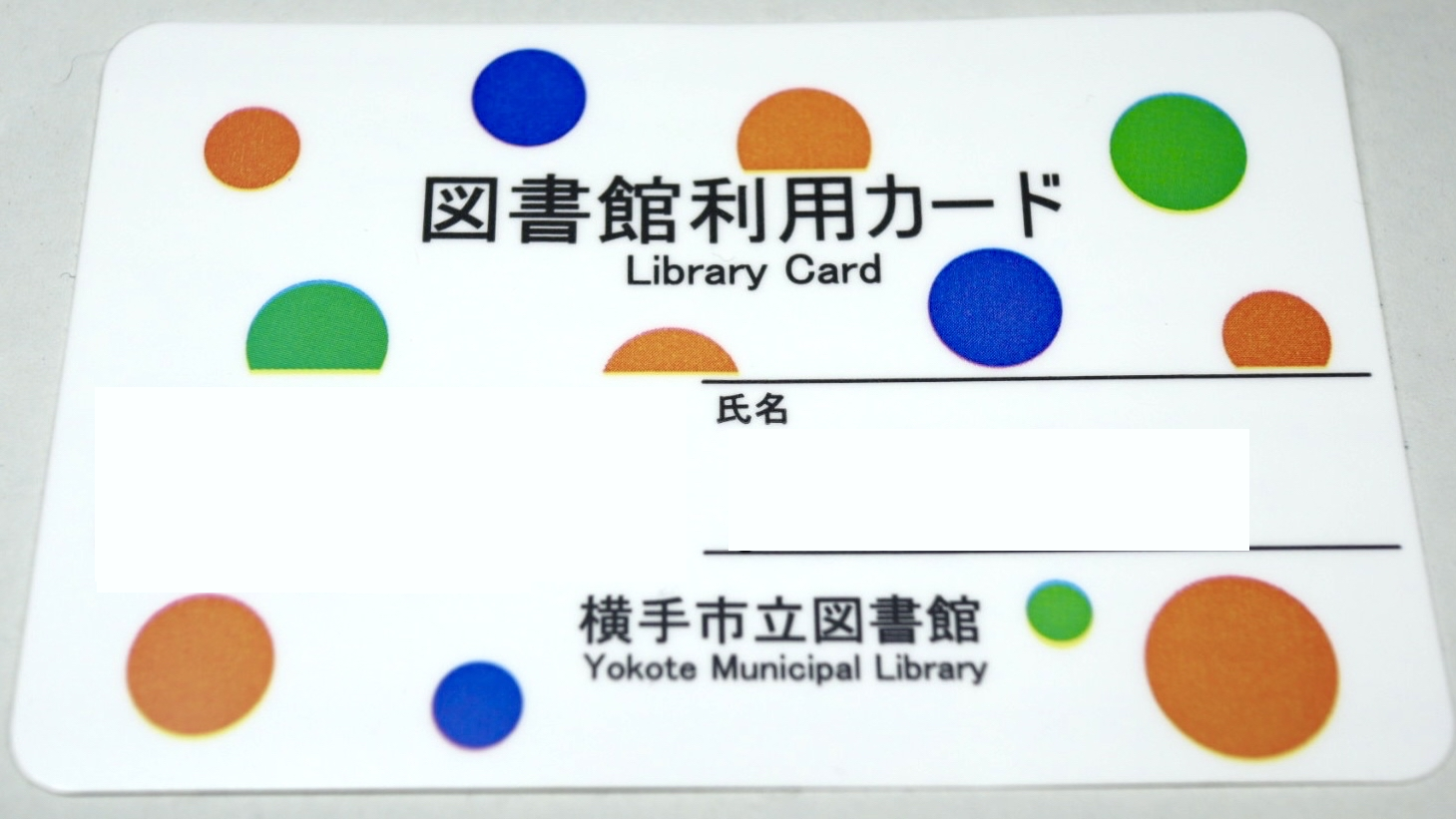
利用カード（一部加工）

館外貸出は横手市内在住に関わらず、誰でも可能。貸出には利用者登録が必要で、これは市内各図書館で受付を行っている。利用者登録の際に図書館利用カードが発行され、そのカードを用いて貸出が行われる。カードは全館共通で、市内の各図書館で利用可能。カードの他、スマートフォンで図書館公式サイトもしくはMINEBAアプリを開きバーコードを表示することでカードの代わりとして利用することができる。また、マイナンバーカードに図書館利用カードを連携させることが可能で、マイナンバーカードをかざすことで貸出処理が可能になる。貸出は窓口もしくは自動貸出機にて、返却は市内の各図書館（借りた場所に関わらず可能）の窓口や、ブックポストにて可能。横手図書館では、2階の返却口でも返却処理が可能。
図書館利用カードとは別に、中学生以上の利用者を対象とした「読書手帳」と呼ばれる読んだ本を記録する手帳や、小学生以下の利用者を対象とした「満点カード」と呼ばれる貸出図書冊数に応じて得点が得られるカードが任意で利用できる。満点カードは100点ごとに「満点賞」が授与される他、各図書館に掲示される。

### 館外貸出
- 図書、雑誌：最大10冊、14日間(2週間)貸出可。
- 視聴覚資料：最大2点、7日間(1週間)貸出可。
  - 視聴覚資料についてはブックポストではなく貸し出された図書館の窓口に返却する必要がある。
  - 団体[注 6]であれば最大50冊、30日間(1ヶ月)貸出可（図書、雑誌のみ）

#### 満点カード
- 利用条件：小学生以下で、利用者登録を済ませていること。
- 得点：図書1冊貸出につき1点。
  - 100ページを超える図書については、100ページごとに1点。(1日ごとに10冊まで。)

### 利用時間
- 開館時間：10:00 - 18:00（横手図書館のみ21:00閉館、児童図書フロアは20:00閉館）
- 休館日：水曜日（雄物川・十文字図書館のみ）、火曜日（増田・平鹿・大森図書館のみ）、毎月最初の平日、年末年始（12月29日から1月3日、横手図書館のみ12月30日から1月2日）、特別資料整理期間（年に10日以内で実施される）

## 主な取り組み

### おはなし会
毎月1回のペースで、幼児から小学生向けの読み聞かせや紙芝居が各図書館で行われている。横手図書館では「おはなし大すきの会」、増田図書館では「おはなしカランコロンますだ」、雄物川図書館では「れんげ草の会」、大森図書館では「大森おはなし会」、十文字図書館では「おはなしぽぽポ」、平鹿図書館では図書館司書が、読み聞かせを行っている。

### 日曜子ども図書館
1977年（昭和52年）6月12日に横手市立図書館が主体となり始まった事業で、子どもたちに本を貸し出して読んでもらうことを目的としている。市内の各公民館の一隅に本棚を設置し、毎週日曜日（第三日曜日は除く）に公民館長や地域の代表者によって貸し出しが行われた。初めは八王子・金沢・境町に開設され、1987年（昭和62年）までの10年間で30館に展開した。日曜子ども図書館への配本数としては、1984年（昭和59年）に20,409冊、1998年（平成10年）には42,359冊、2004年（平成16年）には50,640冊へ上った。
横手市立図書館にも児童図書コーナーは設置されていたが、児童利用者の約83パーセントが横手南小学校児童であったため、他の市内小学校児童にも広く図書館サービスを提供するためといった主旨があった。
日曜子ども図書館では、市内各所の児童に対して本を読む機会を与えた他にも、利用する児童のためのレクリエーションを実施したり、児童らのさまざまな相談に乗るなどしていた。
2005年（平成17年）9月、当初の目標を達成したため日曜子ども図書館は事業終了した。